# France Gall
France Gall, egentligen Isabelle Geneviève Marie Anne Gall, född 9 oktober 1947 i Paris, död 7 januari 2018 i Neuilly-sur-Seine, var en fransk sångerska. Hon slog igenom som tonåring med "Sacré Charlemagne" men är främst känd för att som 17-åring ha vunnit Eurovision Song Contest 1965 för Luxemburg med låten "Poupée de cire, poupée de son" som är skriven av Serge Gainsbourg. Hon hade ett flertal hitlåtar i sitt hemland under 1960-talet och återkom även under 1980-talet då hon 1987 hade en stor hit i hela Europa med låten "Ella, elle l'a", en hyllning till Ella Fitzgerald.
France Gall var gift och hade samtidigt en framgångsrik musikkarriär med musikern Michel Hamburger, vars artistnamn var Michel Berger. De hade två barn tillsammans, Raphaël och Pauline. Michel Berger dog i sviterna av en hjärtinfarkt 1992 och dottern Pauline gick bort endast 19 år gammal, i cystisk fibros  1997. France Gall var involverad i Cœur de Femmes, en välgörenhetsorganisation som hjälper hemlösa barn i främst afrikanska länder. Hon bodde i Senegal fram till kort före sin död. Hon avled i sviterna av långvarig cancer.

## Diskografi (urval)
Studioalbum
- N'écoute pas les idoles (1964)
- France Gall (Mes premières vraies vacances) (1964)
- Sacré Charlemagne (1964)
- Poupée de cire, poupée de son (1965)
- Baby pop (1966)
- Les Sucettes (1966)
- 1968 (1968)
- France Gall (1973)
- Cinq minutes d'amour (1976)
- France Gall (1976)
- Dancing disco (1977)
- Paris, France (1980)
- Tout pour la musique (1981)
- Débranche! (2 april 1984)
- Babacar (1987)
- Double jeu (med Michel Berger, 1992)
- France (29 March 1996)

Livealbum
- France Gall Live (1978)
- Palais des Sports (1982)
- France Gall au Zénith (1985)
- Le Tour de France 88 (1988)
- Simple je – Débranchée à Bercy (1993)
- Pleyel (2005)

Samlingsalbum
- Best of France Gall (2004)
- Évidemment (2004)

## Medverkan i film
Gall har medverkat i filmer sedan 1960-talet, framförallt med sina låtar, men också som sig själv i TV-program och filmer. Nedan följer exempel på filmer där hon medverkat med musik. Filmernas namn är på franska, då alla inte utgivits på svenska.
- 1966: Objectif 500 millions av Pierre Schoendoerffer.
- 1994: Portrait d'une jeune fille de la fin des années 60 à Bruxelles av Chantal Akerman (avsnitt i TV-serie).
- 1995: L'Âge des possibles av Pascale Ferran.
- 1997: On connaît la chanson av Alain Resnais.
- 1998: La fille d'un soldat ne pleure jamais (A Soldier's Daughter Never Cries) av James Ivory.
- 2005: 40 milligrammes d'amour par jour av Charles Meurisse.
- 2010: Hjärtslag av Xavier Dolan.